# Friedrich Heinrich Otto Jensen
Friedrich Heinrich Otto Jensen (* 29. August 1819 in Kopenhagen; † 3. Januar 1908 in Aurich) war ein Jurist und Reichstagsabgeordneter.
Jensen studierte Jura in Berlin und Kiel und trat 1843 in den dänischen Staatsdienst. Er war 1848 bis 1852 Mitglied der schleswig-holsteinischen Interimsregierung. Bis 1857 arbeitete er als Rechtsanwalt in Kiel und trat dann erneut in den dänischen Staatsdienst, war Obergerichtsrat am holsteinischen Obergericht in Glückstadt und 1864 als Innenminister Mitglied der holsteinischen Landesregierung. Im Juli 1866 verweigerte er die Unterschrift einer Verpflichtungserklärung und wurde deswegen aus dem Staatsdienst entlassen.
Von 1867 bis 1874 war er als schleswig-holsteinischer Partikularist Mitglied des Norddeutschen Reichstags und des Deutschen Reichstags für den Wahlkreis Provinz Schleswig-Holstein 6 (Glückstadt-Elmshorn).
1877 trat er in den preußischen Staatsdienst, war zunächst kurzzeitig Richter am Appellationsgericht in Arnsberg, 1879 Richter am Landgericht in Aurich, dessen Direktor er 1886 wurde.